# Южноуральська сільська рада
Южноура́льська сільська рада (рос. Южноуральский сельский совет) — сільське поселення у складі Оренбурзького району Оренбурзької області Росії.
Адміністративний центр — село Южний Урал.

## Населення
Населення — 3431 особа (2019; 2073 в 2010, 1257 у 2002).

## Склад
До складу сільської ради входять:
| Населений пункт                   | Населення, осіб (2002) | Населення, осіб (2010) |
| --------------------------------- | ---------------------- | ---------------------- |
| 19 км, селище                     | 41                     | 33                     |
| Нижньопавловські Лагеря, присілок | 14                     | 8                      |
| Южний Урал, село                  | 1202                   | 2032                   |